# Witthaya Laohakun
 (mai 2025).
Si vous disposez d'ouvrages ou d'articles de référence ou si vous connaissez des sites web de qualité traitant du thème abordé ici, merci de compléter l'article en donnant les références utiles à sa vérifiabilité et en les liant à la section « Notes et références ».
Witthaya Laohakun (en thaïlandais วิทยา เลาหกุล, parfois également transcrit Witthaya Hloagune, né le 1er février 1954 dans la province de Lamphun) est un footballeur thaïlandais des années 1970 et 1980 et est actuellement entraîneur.

## Biographie
En tant que milieu défensif, Witthaya Laohakun fut international thaïlandais à 61 reprises (1975-1985) pour 18 buts.
Il joua dans différents clubs thaïlandais (Raj Pracha FC), japonais (Yanmar Diesel S.C. et Matsushita FC) et allemands (Hertha BSC Berlin et 1. FC Sarrebruck). Il remporta un championnat et une coupe de Thaïlande, ainsi qu'une D3 allemande. Il remporta les jeux d'Asie du Sud-Est en 1977.
Il entama une carrière d'entraîneur en Asie (Singapour, Japon et Thaïlande), avec une parenthèse américaine d'une année (University of Nevada). Il est l'entraîneur d'une équipe de D3 japonaise, Gainare Tottori. Il remporta une coupe du Japon, une D1 et une D2 thaïlandaises. Il fut élu "Entraîneur thaïlandais de l'année" en 1997. Il fut aussi sélectionneur de la Thaïlande de l'équipe première ainsi que des moins de 16 ans.

## Clubs

### En tant que joueur
- 1972-1976 :  Raj Pracha FC
- 1977-1978 :  Yanmar Diesel S.C.
- 1979-1982 :  Hertha BSC Berlin
- 1982-1984 :  1. FC Sarrebruck
- 1984-1985 :  Raj Pracha FC
- 1986-1987 :  Matsushita FC

### En tant qu'entraîneur
- 1988-1995 :  Matsushita FC  (entraîneur-adjoint)
- 1995-1997 :  Bangkok Bank Limited Football Club
- 1998 :  Thaïlande
- 1998-1999 :  Bangkok Metropolitan FC
- 2000 :  Thaïlande (- de 16 ans)
- 2001 :  University of Nevada
- 2002-2003 :  Sembawang Rangers FC (U-16/U18)
- 2004 :  Sembawang Rangers FC
- 2004-2006 :  Chonburi FC
- 2007-2010 :  Gainare Tottori
- 2010-2013 :  Chonburi FC
- 2023-2024 :  Chonburi FC

## Palmarès

### En tant que joueur
- Championnat de Thaïlande de football
  - Champion en 1973
- Coupe du Japon de football
  - Finaliste en 1977
- Championnat d'Allemagne de football D2
  - Vice-champion en 1982
- Oberliga Südwest (de)
  - Champion en 1983
- Coupe de Thaïlande de football
  - Vainqueur en 1985

### En tant qu'entraîneur
- Coupe du Japon de football
  - Vainqueur en 1990
- Championnat de Thaïlande de football
  - Champion en 1997
- Championnat de Thaïlande de football D2
  - Champion en 2005
- Coupe de Singapour de football
  - Finaliste en 2006